# Lüge und Zauberei
Lüge und Zauberei (italienisch Menzogna e sortilegio) ist der erste Roman der italienischen Schriftstellerin Elsa Morante. Der Roman aus dem Jahr 1948 handelt vom schleichenden Niedergang einer Familie in Süditalien um die Jahrhundertwende und von deren Flucht vor der zunehmenden bitteren finanziellen und sozialen Realität in Fantasie und Wahnvorstellungen. Die drei Generationen umspannende Familiensaga verwebt Aspekte der Fabel und des Märchens sowie des Gesellschafts- und des Bildungsromans. Der Roman wurde im Erscheinungsjahr mit dem Premio Viareggio ausgezeichnet.

## Inhalt

### Handlung
Die junge Süditalienerin Elisa führt ein zurückgezogenes Leben im Haus ihrer herzlichen, aber launischen Adoptivmutter, der Lebedame Rosaria. Elisas einzige Gefährten sind die Geister ihrer Vergangenheit, die ihre lebhafte Phantasie bevölkern. Nach dem Tod Rosarios versucht Elisa sich von diesen Geistern zu befreien, indem sie die Geschichte ihrer Familie niederschreibt.
Elisas Großmutter Cesira, eine ehrgeizige Gouvernante vom Land, zieht durch ihre jugendliche Schönheit die Aufmerksamkeit des mit ihren Arbeitgebern befreundeten, wesentlich älteren Adeligen Teodoro auf sich. Anfangs nur an einer Affäre interessiert, lässt sich dieser in einer sentimentalen Anwandlung dazu hinreißen, die verwaiste und mittellose Krämerstochter zu heiraten. Die Heirat bringt für sie aber nicht den erhofften sozialen Aufstieg, sondern führt zum Bruch mit Teodoros Familie, deren Geduld mit dem verschwenderischen Schwerenöter nach unzähligen Skandalen aufgrund dieser unstandesgemäßen Verbindung nun endgültig erschöpft ist. Teodoro verliert mit dem Rückhalt seiner Familie und der Aussicht auf eine lukrative Heirat auch den Kredit bei seinen Gläubigern, muss seinen Palast verkaufen und zieht mit Cesira in ein Arbeiterviertel, wo er in Wirtshäusern bei reichlichem Alkoholgenuss zwielichtige, aber selten ertragreiche Geschäfte ausheckt, während Cesira durch Privatunterricht die Familie ernährt. Auf der ständigen Flucht vor den Vorwürfen seiner Frau und der bitteren Realität trinkt sich Teodoro allmählich zu Tode. Für seine Tochter Anna aber bleibt er bis zum Schluss ein Edelmann, der sie wie eine Prinzessin behandelt und sie mit lebhaften Schilderungen vergangenen Glanzes und wenig wahrscheinlichen, aber deswegen nicht weniger verheißungsvollen Versprechungen gemeinsamer Reisen bezaubert.
Diese blinde Verehrung für den Vater überträgt Anna später auf ihren Cousin Eduardo, den sie zufällig in der Stadt bei einem seiner jugendlichen Streiche kennenlernt. Eduardo schreibt ihr ein Liebeslied und singt es nachts vor ihrem Fenster, schenkt ihr einen Verlobungsring und quält sie mit seiner Eifersucht und seinen Schwärmereien von anderen Frauen und Reiseplänen, in denen sie nicht vorgesehen ist. Im Unterschied zu ihrer Mutter erkennt Anna, dass Eduardo sich nie zu einer Heirat mit ihr herablassen würde, wünscht sich aber trotzdem ein Kind von ihm. In ihrer Leidenschaft will sie ihm ihren guten Ruf opfern, ohne eine Gegenleistung zu erwarten. Eduardo aber will nach einem lebensbedrohlichen Fieber ein neues Leben beginnen und sieht Anna nur mehr als Altlast, der er sich mit einem nüchternen Abschiedsbrief ohne Angabe von Gründen entledigt.
Zu diesen Altlasten in Eduardos Leben gehört auch sein Freund Francesco di Salvo, ein junger Student vom Land mit großen Träumen von Ruhm und Revolution, die aber seine unkritische Verehrung für Eduardos großen Namen und Reichtum nie vermindern. Francesco liebt die ehemalige Dirne Rosaria, die er, wenngleich er auch die bürgerliche Konvention der Ehe grundsätzlich ablehnt, als seine künftige Gattin betrachtet – bis sich Eduardo über sie lustig macht, und sie somit sofort unrettbar in Francescos Achtung sinkt. Als Francesco schließlich Beweise findet, dass Rosaria ihn betrügt, ist er bei aller Verbitterung über seinen verletzten Stolz doch hauptsächlich erleichtert, nun einen Vorwand zu haben, die Beziehung zu beenden. Er selbst liebt längst schon eine andere – Eduardos Cousine Anna, die den armen und pockennarbigen Francesco aber keines Blickes würdigt.
Francesco erfährt nie, dass es Eduardo war, der mit Schmuck und Schmeicheleien die gutmütige, aber prunksüchtige Rosaria verführt hat. Eduardo lässt Rosario sofort fallen und drängt sie, halb mit Drohungen, halb mit Bestechung, schleunigst die Stadt zu verlassen. Zum Abschied prophezeit ihm die erbitterte Rosaria einen baldigen Tod. Tatsächlich kommt es kurz darauf zu einem neuerlichen Ausbruch von Eduardos’ Krankheit: nach mehreren Aufenthalten in Sanatorien, immer wieder unterbrochen von kurzen Phasen trügerischer Genesung, stirbt Eduardo schließlich an der Schwindsucht.
Davon erfahren Anna und Francesco allerdings vorerst nichts. Anna hat sich aus Stolz nach Eduardos Verschwinden jegliche finanzielle Unterstützung durch das Haus Cerentano verbeten und zur materiellen Absicherung Francesco geheiratet, den sie aber, wie sie von Anfang an klarstellt, zutiefst verachtet. Dieser hat für sie sein Studium aufgegeben und eine Stelle als Postbeamter angenommen. Ebenso unerwidert wie Francescos Liebe zu seiner Gattin bleibt auch die Liebe seiner Tochter Elisa zur Mutter, die in Elisa nur eine lästige Pflicht zu sehen scheint.
Auf einem Spaziergang begegnen Francesco und Elisa der inzwischen zurückgekehrten Rosaria, die sofort alles daran setzt, Francesco zurückzugewinnen, ohne sich dabei von dessen unverhohlener Geringschätzung entmutigen zu lassen. Francesco trifft sich zwar regelmäßig mit ihr, anfangs in Begleitung Elisas, später ohne sie, liebt aber weiterhin nur Anna.
Diese hat inzwischen von Eduardos Tod erfahren und gerät in eine tiefe Krise. Sie fälscht Briefe des Vetters, um sie seiner vor Trauer wahnsinnig gewordenen Mutter vorzulesen, in denen sie sich selbst im Namen des Geliebten immer härtere Strafen und Prüfungen auferlegt. Schließlich gesteht sie Francesco eine Affäre mit einem ungenannten Liebhaber, die sich nur in ihrem Kopf abspielt, mit der Absicht, den Ehemann zu einem Eifersuchtsmord zu provozieren, um im Tod wieder mit Eduardo vereint zu sein.
Der eifersüchtige Francesco droht ihr tatsächlich wiederholt den Tod an, schreckt aber letztlich jedes Mal vor der Tat zurück. Als er schließlich während seiner Arbeit bei dem Versuch auf einen fahrenden Zug aufzuspringen tödlich verunglückt, erleidet Anna einen Nervenzusammenbruch. Nach mehrtägiger Agonie stirbt sie an körperlicher Erschöpfung.
Zuvor kommt es allerdings noch zu einer Konfrontation mit Rosaria, die durch die Zeitung von Francescos Unfall erfahren hat und Anna wegen ihrer Lieblosigkeit die Schuld an seinem Tod gibt. Anna nimmt die Schuld auf sich. Sie erkennt an Rosarias Finger den Verlobungsring, den sie Eduardo bei der Trennung zurückgab, und fordert ihn zurück. Aus Ehrfurcht vor dem Tod und Mitleid mit der Sterbenden kommt Rosaria der Bitte nach. Überdies organisiert sie eine Krankenschwester für die letzten Tage, kümmert sich um die Beerdigung und adoptiert Elisa. Die gefälschten Briefe des Vetters übergibt sie Elisa, die diese nach Abschluss der Erzählung verbrennen will.

### Personen
Elisa
Tochter von Anna und Francesco di Salvi. Nach dem Tod ihrer Adoptivmutter Rosaria wird sie zur Chronistin der Familiengeschichte. Scheu und verschlossen, von ihren Eltern vernachlässigt und von Gleichaltrigen isoliert, teilt sie die unglückliche Neigung ihrer Eltern, Liebe vor allem dort zu suchen, wo sie nicht erwidert wird. Die emotional unzugängliche Mutter idolisiert sie; die sporadischen Zuneigungsbekundungen des Vaters weist sie aus Misstrauen gegen seine Motive und Parteilichkeit für die Mutter zurück. Rosaria, die ehemalige Geliebte des Vaters, gewinnt durch ihre offenherzige Art schnell Elisas Zuneigung, nutzt diese aber oft für ihre eigenen Zweck aus und bringt dadurch Elisa in einen Loyalitätskonflikt. Letztendlich kann Rosaria in Elisas Augen jedoch der Mutter nicht das Wasser reichen. Dem Vater, der diese Ansicht teilt und dies Rosaria bei jeder Gelegenheit spüren lässt, nimmt Elisa sein verächtliches Verhalten allerdings übel. Wie alle Mitglieder ihrer Familie flüchtet sie sich in Phantasien, in denen sie anfangs die Ereignisse ins Mythische erhöht und die handelnden Personen mit märchenhaftem Glanz überzieht. Durch ihre umfassende und letztendlich dennoch schonungslose Aufarbeitung der Vergangenheit stellt sie sich schließlich als einziges Familienmitglied der Realität.
Anna
Tochter der Lehrerin Cesira und des verarmten Adeligen Teodoro. Von Kindheit an ausgezeichnet durch seltene Anmut und Schönheit, die sie sich, wenn auch nur in den Augen des Gatten und der Tochter, bis zum Tod bewahrt, vom Vater verwöhnt, von der Mutter gefürchtet, entwickelt sie schon bald ein ausgeprägtes Bewusstsein für das ihr versagte glanzvolle Erbe, das sie die Demütigung ihrer ärmlichen Umstände umso schärfer empfinden lässt. Wie schon ihre Mutter, will sie mit den anderen Bewohnern ihres Viertels nichts zu tun haben; die Beziehung zu den Nachbarn kennzeichnet sich durch gegenseitige Verachtung. Ihre bedingungslose Unterwerfung gegenüber dem geliebten Cousin Eduardo steht im starken Kontrast zu ihrem hochmütigen Gebaren gegen alle anderen. Die ständigen Opfer, die Eduardo als Beweis ihrer Liebe fordert, bringt sie mit Freuden. Als Eduardo von ihr verlangt, sich mit der Brennschere für ihre Locken an der Brust zu verletzen, empfindet sie die resultierende Narbe als ihren schönsten Schmuck. Während Eduardo bald das Interesse an ihr verliert, bleibt sie ihm bis zum Tod im Herzen treu, auch wenn sie schließlich zur finanziellen Absicherung Francesco di Salvi heiratet.
Francesco
Elisas Vater, Annas Ehemann. Sein leiblicher Vater ist der Gutsverwalter der Cerentanos, der auf der Durchreise eine Bäuerin verführt, was diese erfolgreich vor ihrem Ehemann verbirgt. Francesco erweist sich als aufgewecktes Kind, das früh lesen lernt und in der Dorfschule bald durch besondere Leistungen hervorsticht. Die Eltern nehmen große finanzielle Opfer auf sich, um ihn in der Stadt auf eine weiterführende Schule zu schicken. Francesco wird sich dort seiner benachteiligten sozialen Stellung bewusst, und er beginnt sich für seine Herkunft zu schämen. Die Empfindung der eigenen Minderwertigkeit wird verstärkt, als er an Pocken erkrankt. Francesco fühlt sich durch die Pockennarben entstellt und führt fortan jede Zurückweisung auf diesen Umstand zurück. Besonders trifft ihn die plötzliche Gleichgültigkeit seines von ihm vergötterten leiblichen Vaters, der ihm vorerst als Freund der Familie vorgestellt wurde und über Nacht den Kontakt abbricht. Tatsächlich hat der Gutsverwalter das Vermögen seines Arbeitgebers veruntreut und stirbt verarmt im Gefängnis. Dem Sohn vererbt er lediglich die Liebe zur Musik sowie eine Neigung zur Prahlerei.
Eduardo
Annas reicher Cousin. Durch seine privilegierte Herkunft und die abgöttische Liebe seiner verwitweten Mutter seit frühester Kindheit von jeglichen negativen Konsequenzen seiner Handlungen abgeschirmt, entwickelt sich Eduardo bald zum Tyrannen, der andere Menschen lediglich als mehr oder minder taugliche Werkzeuge zur Befriedigung der eigenen Bedürfnisse wahrnimmt. Besonderes Vergnügen bereitet es ihm, seine Macht über andere auszukosten, indem er erst all seinen Charme spielen lässt, um sie für sich zu gewinnen, dann durch mehr oder minder verhohlene Grausamkeiten ihre Toleranzgrenzen auslotet, um sie schließlich beim ersten Aufkommen von Langeweile oder Komplikationen gegen neue Gefährten auszutauschen. Seine Cousine Anna, die er einen Sommer lang leidenschaftlich umwirbt, lässt er fallen, als er nach einer gefährlichen Krankheit genesen ist und  einen radikalen Neuanfang anstrebt.
Rosaria
Francescos Geliebte. In der Stadt beginnt sie eine Lehre als Hutmacherin und schließt schnell Freundschaft mit den Dirnen, die sich von ihr ausstatten lassen. Als sie wegen Diebstahls aus dem Laden geschmissen wird, findet sie bei diesen Freundinnen Unterschlupf und nimmt ebenfalls dieses Gewerbe auf, bis sie Francesco di Salvi kennen lernt. Francesco präsentiert sich als edler Retter, der sie auf den Pfad der Tugend zurückführen möchte, verspricht ihr die Hochzeit und verbietet ihr den Umgang mit ihren früheren Kolleginnen – ein Gebot, das die leichtfertige und weichherzige Rosaria, die keine Freundlichkeit abweisen kann, trotz aller Liebe für ihren Verlobten aber nicht befolgen kann. So beginnt sie schon früh, Francesco über ihren Tagesablauf zu täuschen.

### Weltbild
Der Roman zeichnet das Bild einer in vieler Hinsicht rückständigen, abgeschlossenen und repressiven Gesellschaft in einer Region, in der sich seit der Herrschaft der Normannen nicht viel geändert zu haben scheint. Das Zusammenleben ist geprägt von starren Hierarchien und großen Kontrasten: bittere Armut existiert neben herrschaftlicher Prachtentfaltung, antiker Aberglaube neben katholischem Gnadenkult.
Diese Gefangenschaft in tradierten Strukturen spiegelt sich auch auf der psychoanalytischen Ebene: Die Tragödie der dargestellten Familie liegt im Generationen übergreifenden Muster narzisstisch geprägter Liebesbeziehungen, die zu einer Überidentifikation des Liebessubjektes mit dem völlig unzugänglichen Liebesobjekt und letztlich zur kompletten Selbstzerstörung führen. Erst dem letzten Sprössling gelingt, allerdings um den Preis eines völligen Verzichts auf weiteres Streben nach zwischenmenschlicher Intimität, durch die literarische Aufarbeitung des Familienverhängnisses möglicherweise ein Bruch mit dieser Tradition.

## Form
Die polyphone Erzählstruktur des Romans schwankt zwischen Traum und Wirklichkeit, Märchen und Realismus. In der ersten Hälfte des Buches überwiegt der traumhafte Effekt, der in der Darstellung der Romanze zwischen Anna und Eduardo kulminiert. In der zweiten Hälfte dominiert eine realistische Darstellungsweise, die sich zunehmend mit der sozialen Umwelt beschäftigt, ohne dabei jedoch an Leidenschaftlichkeit zu verlieren.
Die Aufteilung der Kapital und Kapitelüberschriften, Erzählperspektive und Dramatisierung psychologischer Konflikte erinnern an Erzähltechniken aus dem 19. Jahrhundert. Charakteristisch für Morante sind die Gegenüberstellung von allwissenden und subjektiven Perspektiven, häufige direkte Interventionen der Erzählerin, die Verwendung von Rückblenden und Abschweifungen, das Einfügen von Gedichten und das Gleichgewicht zwischen psychologischen Charakterstudien und realistischer Milieuschilderung.

## Stellung in der Literaturgeschichte

### Einordnung in das Werk der Autorin
Das Thema der dysfunktionalen Familie findet sich in allen Romanen Elsa Morantes. Schwierige Mutter-Kind-Beziehungen und intransparente Verwandtschaftsverhältnisse ziehen sich wie ein roter Faden durch ihr literarisches Schaffen. Parallelen zur Biographie der Autorin sind schnell gefunden: Wie die fiktionale Erzählerin Elisa im Roman Lüge und Zauberei, wuchs auch Elsa Morante im Arbeiterviertel auf. Sowohl Elsa und als auch Elisa haben eine Mutter, die öfter Nervenzusammenbrüche erleidet, sich in ihrem Zimmer einschließt, und dem Ehemann feindselig gegenübertritt, weil sie einen anderen liebt. Im Roman bleibt diese große Liebe der Mutter bis auf eine kurze, letztlich unkonsumierte Jugendromanze unerwidert; in der Realität stellt sich schließlich heraus, dass der den Kindern als “Onkel” vorgestellte Geliebte der Mutter tatsächlich Elsa Morantes leiblicher Vater ist.

### Vorläufer und Vorbilder
Als der Roman 1948 erschien, ließ er sich keiner aktuellen Strömung der italienischen Literatur zuordnen. Im Trend lag damals sozialkritischer Neorealismus, vertreten durch Autoren wie Elio Vittorini, Cesare Pavese oder Natalia Ginzburg, die sich in ihren Werken thematisch schwerpunktmäßig mit der Modernisierung der italienischen Nachkriegsgesellschaft befassten und dafür eine schlackenlose, schlichte Erzählweise einsetzten. Im Gegensatz dazu setzte Morante auf barocke, sinnliche Sprache, komplexe Syntax und mythische, archaische Bezüge, die den handelnden Figuren einen zeitlosen Aspekt verleihen.
Am ehesten lässt sich Lüge und Zauberei in die epische Tradition des Ritterromans nach den Vorbildern von Ariostos Rasender Roland und Cervantes Don Quichotte setzen. Anklänge daran finden sich noch heute im sizilianischen Marionettentheater. Die düstere Grundstimmung des Romans führte überdies zu Vergleichen mit den Schwestern Brontë, Dostojewski, Melville, Julien Green und Edgar Allan Poe.

## Rezeption
Noch im Erscheinungsjahr wurde Elsa Morante für Lüge und Zauberei der Premio Viareggio zuerkannt. Die zuvor hauptsächlich durch ihre Kurzgeschichten bekannte Autorin wurde dadurch über Nacht einem breiteren Publikum bekannt. Georg Lukacs reihte Lüge und Zauberei sogar unter die wichtigsten italienischen Werke des Jahrhunderts.
So vehement wie das Lob war aber auch die Kritik: Der Roman sei um gut hundert Seiten zu lang, die Figuren zu zahlreich und das Endresultat verwirrend. Auch die dem 19. Jhd. entlehnte Erzähltechnik bot Anlass zu Spott. Wie in Frankreich war auch in Italien die Nachkriegszeit geprägt von Polemiken über Engagement und Realismus – ein vermeintlich unpolitisches, in erster Linie um Poesie bemühtes Buch wie Lüge und Zauberei entsprach nicht dem Zeitgeist und stieß vor allem bei linientreuen Kommunisten auf große Ablehnung. Der Eindruck, das Buch sei unpolitisch, wurde aber nicht von allen geteilt: Calvino beispielsweise warnt davor, sich von dem pittoresken Charme des Romans täuschen zu lassen und dabei die dahinter liegende Analyse der Klassengesellschaft zu übersehen.
Drei Jahre nach der Ersterscheinung wurde unter dem Titel House of Liars eine Ausgabe für den amerikanischen Markt veröffentlicht, der allerdings wenig Erfolg beschieden war – der Roman war um fast 20 % gekürzt worden, und die Übersetzung ließ zu wünschen übrig. Ein Kritiker stellte sie einer Guillotine gleich, durch die mit einem Schlag alle Hoffnungen Morantes, im englischsprachigen Raum Fuß zu fassen, vernichtet wurden.